# Dichaea oxyglossa
Dichaea oxyglossa är en orkidéart som beskrevs av Rudolf Schlechter. Dichaea oxyglossa ingår i släktet Dichaea och familjen orkidéer. Inga underarter finns listade i Catalogue of Life.